# Herwig Strobl
Herwig Strobl (* 24. Dezember 1940 in Oberneukirchen / Mühlviertel; † 12. März 2019 in Linz) war ein österreichischer Musiker, Schriftsteller und Komponist.

## Leben und Familie
Herwig Strobl wurde als dritter von vier Söhnen von Emma und des Lehrers Herbert Strobl in Oberneukirchen im Mühlviertel in Oberösterreich geboren. 1941 – während des Zweiten Weltkriegs – wurde sein Vater Ortsgruppenleiter der Nationalsozialisten (NS) in Reichenau im Mühlkreis, worauf die Familie dorthin übersiedelte. Zwei Tanten von Herwig Strobl fielen dem NS-Euthanasieprogramm zum Opfer; sie wurden im Schloss Hartheim vergast und verbrannt.
Herwig Strobl widmete sein Leben der Musik, durch das Organisieren von „Jüdischen Spaziergängen“ in Linz der Aufarbeitung der dunklen Geschichte seiner Familie und dem Umweltschutz.
Herwig Strobl hinterließ drei Söhne.

### Tod
Herwig Strobl erlitt während eines Konzertes in der Landesgalerie Linz einen Sekundenherztod. Zu einer für Juni 2019 geplanten Präsentation eines neuen Ensembles kam er nicht mehr. Herwig Strobl ist begraben am St. Barbara-Friedhof in Linz.

## Musikalisches Schaffen
Er absolvierte eine klassische Ausbildung an der Violine, war etwa 15 Jahre Mitglied im Linzer Kammerorchester (unter Balduin Sulzer), Konzertmeister im Linzer Barockensemble und im Linzer Kammerchor unter Helmut Eder, spielte in einem Klaviertrio und machte dann Straßenmusik.
Im Sommer 1982 nahm er mit dem Regensburger Flötisten Ulli Forster an einem Straßenmusikfestival in Oldenburg teil. Danach wurde er Mitglied des Wiener Ensembles für jiddische Lieder Geduldig un Thimann. Herwig Strobl gründete das Ensemble 10 saiten 1 bogen. Von 1982 bis 2006 hatte er ca. 1.500 Auftritte in 14 Ländern, u. a. im Posthof Linz mit der Sängerin Katrin Butt, mit Angels Company (mit der Harfenistin Angela Stummer, Wien) und mit Michael Korth – Lieder von Carl Mich. Bellman 11 saiten OSTGEFÄLLE (mit dem mazedonischen Akkordeonisten Atanas Dinovski: 2008 bis April 2013 / CD: Von Dublin bis Dubai).
Schwerpunkt seiner musikalischen Beschäftigung waren: jüdische Musik, inkl. Klezmer, Celtic Folk und schwedische Volksmusik. Auf seiner Bracciolina d´amore, einem Unikat des Geigenbauers Falk Peters aus Aachen nahm er auf Anregung des KZ-Überlebenden Bernard Offen, Krakau,  eine Solo-CD auf: Improvisationen zu Melodien von Mordechai Gebirtig in der 1995 restaurierten Izaak-Synagoge Krakau, deren Akustik sich durch sieben Sekunden Nachhall definiert.

## Bühnenmusik
- 1988: Ghetto. Landestheater Linz.
- 1990: Zhitomir. Elie Wiesel. Landestheater Salzburg.
- Die Palästinenserin. Von Jehoschua Sobol. Landestheater Linz.
- Die Tschickweiber. Mit Ursula Schuller. Theater „bodi end sole“, Hallein.
- 1998: Walter Kohls szenisches Oratorium: Die Pyramiden von Hartheim. Schloss Hartheim.

## Tonträger
- Solo:
  - Music in the Izaak Synagogue. Cracow: Bayit Chadash. CD, solo: Bracciolina d’amore. Extraplatte (1996)
- mit Angels Company:
  - Land of my youth. LP/CD (1989)
- mit 10 Saiten 1 Bogen:
  - Im Schtetl. LP 1988
  - Schpil ess noch amol! Jiddische Lieder & Chassidische Tänze. CD (1992)
  - Samowar. Jiddische Lieder, Klesmermusik…CD (1999)
  - Beitrag zu ohne euch nicht. Festival des politischen Liedes 1997 – Europacamp am Attersee gegen Rassismus, Fremdenfeindlichkeit und Antisemitismus. CD (1997)
- mit Geduldig und Thimann:
  - A Shtetl is Amerike. CD (1986)
- mit Ensemble Levante: (Komposition von Herwig Strobl)
  - Jericho. CD, Bibliothek der Provinz, Weitra 2002, ISBN 3-85252-438-5
- mit Ludwig Attersee:
  - Von Dublin bis Dubai. Ensemble 11 saiten OSTGEFÄLLE